# فنتی‌کونازول
فنتی‌کونازول (انگلیسی: Fenticonazole) یک داروی ضد قارچ از خانواده ایمیدازول است که به صورت موضعی به عنوان نیترات در درمان کاندیدیاز ولوواژینال استفاده می‌شود. این دارو در برابر طیف گسترده‌ای از ارگانیسم‌ها از جمله پاتوژن‌های درماتوفیت، مالاسزیا فورفور و کاندیدا آلبیکانس فعال است.
شیاف ۲۰۰ میلی‌گرمی به مدت ۳ شب پیش از خواب در واژن قرار داده می‌شود یا شیاف ۶۰۰ میلی‌گرمی فقط یک بار پیش از خواب وارد واژن می‌شود. فنتی‌کونازول نیترات نیز به صورت موضعی به عنوان کرم یا محلول ۲ درصد برای درمان عفونت‌های قارچی پوست استفاده می‌شود.

## اثرات نامطلوب
سوزش و خارش پس از مصرف فنتی‌کونازول نیترات گزارش شده است.
آماده‌سازی داخل واژینال فنتی‌کونازول ممکن است به داروهای ضد بارداری لاتکس آسیب برساند و بنابراین اقدامات ضد بارداری اضافی در طول تجویز موضعی ضروری است.